# Paranemastoma aurigerum ryla
Paranemastoma aurigerum ryla is een hooiwagen uit de familie aardhooiwagens (Nemastomatidae). De originele naamcombinatie (protoniem) was Nemastoma ryla Roewer, 1951. Een volgende naamrecombinatie werd gepubliceerd als Paranemastoma aurigerum ryla (Roewer, 1951) in Staręga 1976.